# Травник (Церкно)
Травник (словен. Travnik) — невелике поселення на правому березі р. Ідрійца в общині Церкно, Регіон Горишка, Словенія. Висота над рівнем моря: 286.7 м.